# Föreningen Släktdata
Föreningen Släktdata är en ideell förening som har som mål att göra så många avskrivna kyrkoböcker som möjligt fritt tillgängliga för släktforskare. Föreningen verkar också för att sprida information om hur datatekniken kan användas i släktforskningen.
Föreningen bildades den 27 mars 1989 och har idag (2023) omkring 200 medlemmar från hela Sverige.
Föreningens webbplats har en fritt tillgänglig databas för sökning i och nedladdning av kyrkboksregister. Huvudsakligen består informationen i registren av uppgifter över födda, vigda och döda men det finns även en del information som gäller personuppgifter från husförhörslängder, bouppteckningar, in- och utflyttningslängder, domböcker samt mantalslängder. För närvarande, i augusti 2023, innehåller databasen omkring 9,4 miljoner registerposter. Databasen innehåller information från hela Sverige och baseras på frivilligt arbete av släktforskare och släktforskarföreningar. Även grunduppgifterna från CD-skivan Sveriges Dödbok 1947–2006, utgiven av Sveriges Släktforskarförbund, finns fritt sökbara i databasen. För de flesta av uppgifterna i databasen så finns det också länkar till avfotograferade originaldokument hos Arkiv Digital och/eller Riksarkivet.